# Lepidunca empidomorpha
Lepidunca empidomorpha är en fjärilsart som beskrevs av Diakonoff 1984. Lepidunca empidomorpha ingår i släktet Lepidunca och familjen vecklare. Inga underarter finns listade i Catalogue of Life.